# NGC 6050B
NGC 6050B is een balkspiraalstelsel in het sterrenbeeld Hercules. Het sterrenstelsel ligt ongeveer 400 miljoen lichtjaar van de Aarde verwijderd en werd op 27 juni 1886 ontdekt door de Amerikaanse astronoom Lewis A. Swift.
NGC 6050B maakt deel uit van een grotere groep sterrenstelsels, namelijk de Herculescluster, en interageert met NGC 6050A.

## Synoniemen
- IC 1179B
- DRCG 34-155
- UGC 10186
- ZWG 108.118
- MCG 3-41-92
- Arp 272
- KCPG 481A
- PGC 57053